# 11055 Honduras
11055 Honduras este un asteroid din centura principală de asteroizi.

## Descriere
11055 Honduras este un asteroid din centura principală de asteroizi. A fost descoperit pe 8 aprilie 1991 la Observatorul La Silla de Eric Walter Elst. El prezintă o orbită caracterizată de o semiaxă mare de 2,42 ua, o excentricitate de 0,23 și o înclinație de 11,4° în raport cu ecliptica.